# Lukas Ridgeston
Lukas Ridgeston (* 5. April 1974 in Bratislava, Tschechoslowakei) ist ein slowakischer Pornodarsteller. Er gehört zu den ersten und bekanntesten Stars von Bel Ami, einem in Bratislava ansässigen Produktionsunternehmen für schwule Pornofilme.

## Karriere
Vor seiner Zeit als Exklusiv-Model bei Bel Ami war Lukas Ridgeston bereits in einigen Produktionen des deutschen Pornofilmunternehmens Gero zu sehen. Bereits 1992 erschienen erste Fotos im amerikanischen Schwulenmagazin Freshmen.
Sein Durchbruch gelang ihm jedoch mit der nach ihm benannten Trilogie Lukas Story. Gleich im ersten Film ist er mit Co-Star Johan Paulik zu sehen. Auch die weiteren Filme von Lukas Story beinhalten Szenen von Ridgeston mit Darstellern von Bel Ami. Da Lukas jedoch ausschließlich als Top, d. h. beim Geschlechtsakt in der aktiven Rolle, agiert, sind die Einsatzmöglichkeiten beim Geschlechtsakt mit anderen bekannten Darstellern wie Ion Davidov oder Erik Kovac eindeutig eingeschränkt.
Nach einer dreijährigen Pause kehrte Ridgeston 2001 mit seiner Rolle im Pornofilm Coverboys ins Business zurück, in dem er in insgesamt fünf Szenen zu sehen ist. Danach folgt eine weitere Pause, bevor er 2005 als Titelstar in Lukas in Love, einem zweiteiligen Pornofilm, wieder seine Tätigkeit als Darsteller aufgenommen hat und auch im zweiten Teil des Films Private Life of Tim Hamilton mitwirkte.
2004 wurde Lukas Ridgeston als einer von 30 bekannten Pornodarstellern von dem amerikanischen Fotografen Timothy Greenfield-Sanders in seinem Buch XXX: 30 Porn-Star Portraits und seiner HBO-Dokumentation Thinking XXX porträtiert.
Der Spartacus International Gay Guide hat ihn für die Ausgabe des Jahres 2006 als Coverboy auserkoren.
Zu seinem Künstlernamen kam Ridgeston durch Zufall: In der Anfangsphase produzierte das Studio Bel Ami für den US-amerikanischen Markt. In dieser Zeit wurden die Models von Bel Ami noch nicht mit eigenen Künstlernamen bedacht. So kam es den Herausgebern einer amerikanischen Zeitschrift zu, dem Model bei der Veröffentlichung eines Fotosets einen beliebigen Namen zu geben. Entschieden hatte man sich für die Kombination Lucas Ridgeston, um bei den Käufern des US-Magazins den Eindruck zu erwecken, es handele sich um einen amerikanischen High-School-Schüler. Bel Ami behielt den Namen bei, änderte aber die Schreibweise von Lucas zu Lukas, um ihn europäischer wirken zu lassen.

## Filmografie
- 2013: Forever Lukas
- 2005: Private Life of Tim Hamilton
- 2005: Lukas in Love Teil 1 + 2
- 2001: All about Bel Ami
- 2001: Coverboys
- 1998: Lucky Lukas
- 1997: Frisky Summer 2
- 1994: Tender Strangers
- 1993: Boytropolis Teil 1 + 2
- Lukas Story Teil 1 bis 3

## Bildbände
- Bel Ami: Lukas in Love, Bruno Gmünder Verlag, 2005, ISBN 3-86187-947-6
- Bel Ami: Photos of Lukas, Bruno Gmünder Verlag, 1997, ISBN 3-86187-111-4

## Auszeichnungen
- GayVN Award Hall of Fame (2000)
- GayVN Awards: Bester Darsteller in einem ausländischen Film (für Lukas in Love, 2006)